# 上实中心
上实中心（友邦金融中心）是位于上海市虹口区北外滩的一座180m摩天大楼，由华建集团上海建筑设计研究院有限公司携手合作方联合设计。

## 历史

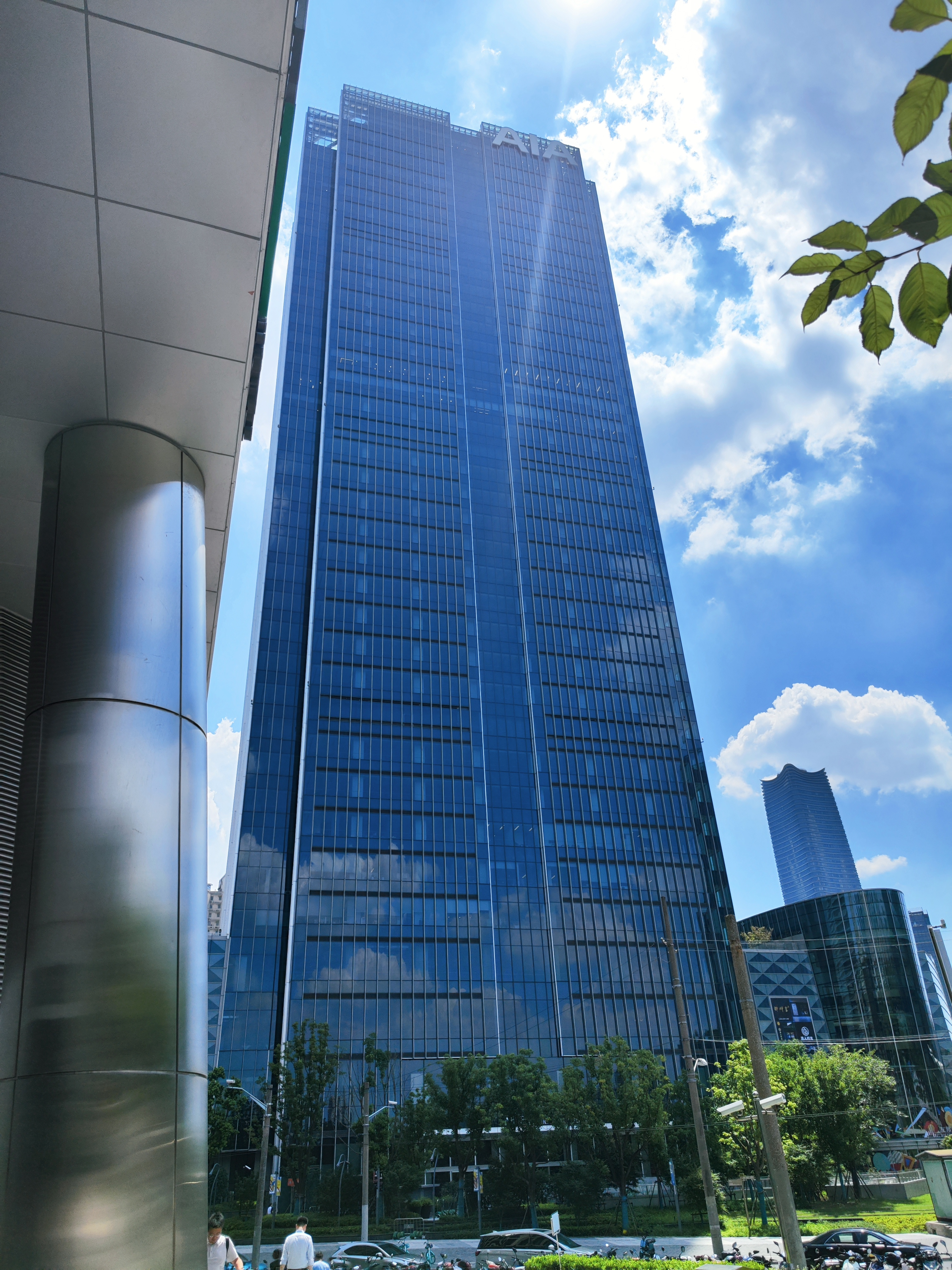
于上海地铁12号线提篮桥站3号口外拍摄的东侧立面，右侧不远处高耸的建筑为上海白玉兰广场。

项目位于上海虹口区89号街坊，北外滩的核心位置。总用地面积23037.2平方米，一期规划的总建筑面积约22.6万平方米，由1幢180米高的办公楼、音乐剧剧院和主题商业中心构成的裙房以及聂耳旧居所组成。地上建筑面积约为13.6万平方米，地下室共5层，地下总建筑面积约8.9万平方米，建筑容积率为5.5，绿地率20%，停车位数量约829个。
2022年12月19日，上海实业控股有限公司发布公告称，作为唯一竞标者，买方（友邦人寿保险有限公司）以50.3亿元竞得了上海实森置业90%股权与相关债权。此次交易完成后，友邦人寿将控股上海实森，从而获得上海北外滩上实中心项目90%股权。